# 北京天文台
北京天文台（ペキンてんもんだい、英: Beijing Astronomical Observatory、BAO）は、中国科学院によって1958年に設立された、天体物理学を中心とした包括的な研究機関である。北京市街地に本部を置き、興隆観測所（光・赤外線天文学）、懐柔太陽観測所（太陽物理学）、密雲観測所（電波天文学）、沙河観測所、天津緯度観測所の5つの観測拠点を有していた。2001年に、他の天文学研究機関と共に、中国科学院国家天文台へ統合された。

## 略史
中国科学院は、1956年に天文学の12ヶ年計画を策定、その中で、天文学の総合的な観測研究拠点を北京に構築することが合意された。翌1957年、中国科学院が北京天文台計画を正式に決定し、1958年には北京天文台準備室が発足、事務局、役職、組織機構が整備され、北京天文台が始動した。設立に先立って、光学観測所の候補地選びも開始され、一方で、北京天文台の創設が決まったことで、紫金山天文台が老朽化した徐家匯天文台に替わるものとして調査を進めていた、新たな報時所の設置場所を北京とし、北京天文台の管理下に置くこととなり、北京の北郊、昌平区にある沙河の街に観測所ができるなど、観測拠点の整備が進められた。
設立直後は、海南島における1958年4月19日の日食の中ソ共同観測に端を発する、電波観測・太陽観測が主な活動であった。1960年までに、各重点分野での研究グループが結成され、観測施設の整備と研究を推進していった。1960年代には、天津緯度観測所が北京天文台の傘下に加わり、光学観測拠点として興隆観測所が、電波観測拠点として密雲観測所が完成、大躍進政策後の荒廃や文化大革命により停滞を余儀なくされる障害をかいくぐって、観測研究能力を拡充させていった。
1980年代には、新たな太陽観測拠点として懐柔観測所が設置され、光・赤外、電波天文学でもより大型・高性能の望遠鏡が次々と完成、中国天文学の躍進の中心的役割を担った。
2001年、中国科学院は天文学研究機関の再編を決定、中国科学院国家天文台が創設されると、北京天文台は他の機関と共に国家天文台へ統合され、独立した機関としての北京天文台は解消となった。

## 施設
北京天文台の施設は、北京市内の商業地区にある本部と、北京及びその周辺に点在する興隆、密雲、懐柔、沙河、天津の5つの観測所とで構成されている。

### 北京
北京の中関村に、北京天文台の本部がある。本部は、観測以外の研究の拠点、組織運営のための事務を担う他、機器開発や、出版などの業務も行っている。
設立当初、大躍進後の経済的困窮のため、計画されていた北京天文台本部独自のビルは建設出来ず、中国科学院微生物研究所の3階建てビルの3階に間借りしていた。隣接する小家屋や近くのビルの一角も使って、業務を行った。この間に合わせの事務所での体制は30年以上続いたが、1990年代半ばに漸く北京天文台専用のビルの建設が認められ、1997年に新しい本部ビルが完成、環境が大きく改善された。
2001年に北京天文台が中国科学院国家天文台へ統合されると、北京の本部は国家天文台の本部となった。

### 興隆

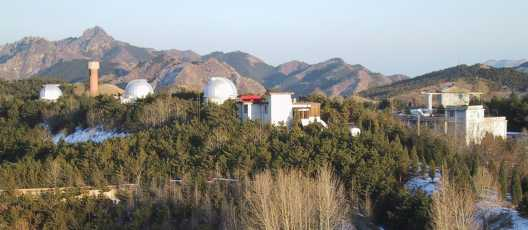
2.16m望遠鏡から見渡した興隆観測所（2001年）

興隆観測所は、北京天文台における光・赤外天文学の観測拠点である。
観測所の候補地選びは、北京天文台設立に先立つ1957年には始まっていた。北京、天津の周辺で大気が安定しており、運用上も都合の良い場所を求め、調査は7年に及んだ。1964年には観測所の場所を、河北省興隆県南双洞村聯營寨と決定、1968年に観測所が完成した。興隆観測所は、標高が平均およそ900 mの森の中に位置し、年間に晴天がおよそ200夜、測光夜はおよそ100夜を見込め、空気の透明度やシーイングも良好とされる。
当初は、沙河観測所から移設した東ドイツ製の口径40 cm双眼アストログラフ、60 cm／90 cmのシュミットカメラ、そして所期の目標であった口径2 m望遠鏡の試験機となる60 cm反射望遠鏡で、観測が始まった。

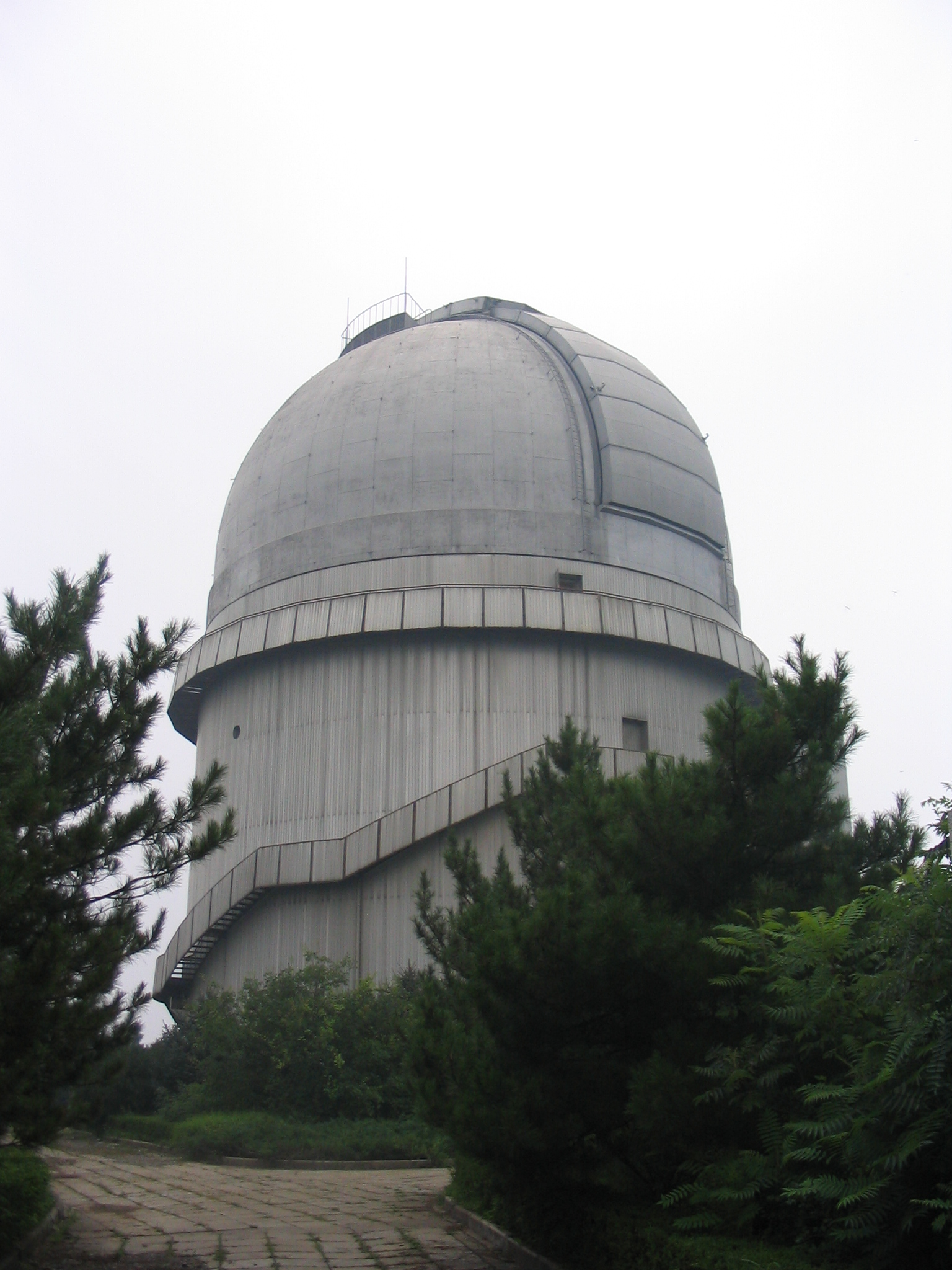
2.16m望遠鏡ドーム（2005年）

2m望遠鏡計画は、文化大革命により興隆観測所の開所前に中断を余儀なくされたが、1974年に計画は再開、1989年に口径2.16m反射望遠鏡が完成した。この望遠鏡は当時、東アジア最大の光学望遠鏡であった。2.16 m望遠鏡の前年には、口径1.26 m赤外線望遠鏡も完成しており、興隆観測所は東アジア随一の光・赤外線天文学の観測拠点である。

### 密雲
北京天文台の設立直後、沙河観測所での観測が始まり、台内に電波天文学グループが結成されると、複数のアンテナを並べた電波干渉計を備えた電波観測拠点の候補地選びが始まった。4年以上をかけて、北京市北部の密雲区にある密雲水庫（ため池）北岸の不老屯村南側の平地が選ばれた。標高は約155 m、周囲を山々に囲まれており、それが外部からの電波障害を防ぐ天然の防壁の役割を果たしている。
密雲観測所は1966年に着工し、1967年には電波干渉計の設置が完了した。これは、直径6 mのパラボラアンテナ16台を並べた電波干渉計で、周波数146 MHzのメートル波で太陽を観測した。その後、450 MHzの周波数で観測する複合型干渉計機構も開発された。
1980年には、それまで6 mだったパラボラアンテナの直径を9 mに拡大した。並行して、地球の自転を利用した開口合成電波望遠鏡の開発が計画され、最終的には9 mのパラボラアンテナ28台を東西方向に並べ、最大基線長は約1,164 m、周波数232 MHzのメートル波を用いた開口合成装置が、1983年に完成し、1985年から定常観測を行った。この密雲開口合成電波望遠鏡 (Miyun Synthesis Radio Telescope, MSRT) は特に、北天の電波源捜索の掃天観測で活躍し、1999年までの観測で優れた電波源カタログが作られ、超新星残骸や新しい電波源の観測をいくつも行った。1990年には、327 MHzの周波数を用いた開口合成装置も追加された。掃天観測の完了後は、惑星間空間シンチレーションの観測にも挑んでいる。
密雲観測所には、他に1990年に完成した直径15 mの電波望遠鏡があった。この望遠鏡は、国家天文台に組織改編された後、直径50 mのパラボラアンテナに置き換えられ、パルサーの電波観測や、嫦娥などの探査機との通信も行っている。

### 懐柔
1969年から太陽活動予報に着手した北京天文台は、1972年に太陽磁場を監視する望遠鏡の開発を開始、併せて観測拠点の選定に入った。既存の沙河、興隆に加え、北京市北部の懐柔区にある懐柔水庫の畔が選ばれ、それぞれの地点で太陽粒状斑の撮像を行った結果、懐柔が最も鮮明という結果になり、ここに太陽物理観測所が建設されることになった。1981年に設計を終え、1982年から建設を開始、2年以上をかけて完成した施設は、安定したシーイングを得ることを狙って、ため池に突き出た小島の上に建っている。
懐柔太陽観測所の主力観測装置で、開設当初の1984年に設置されたのが、口径35 cmの太陽磁場望遠鏡である。高さ30 mに及ぶ観測塔の上に設置され、望遠鏡を保護するドームを備えている。複屈折フィルターで、波長幅1/8 Åの非常に狭帯域での観測を可能にしている。鉄原子の吸収と、水素のHβの波長を使って、太陽の光球と彩層の磁場ベクトル及び視線速度の測定を行っている。
1990年には、口径60 cmの多波長同時観測太陽望遠鏡も製作された。5つの観測機構を備え、磁場の他に速度場や強度場なども同時に測定している。

### 沙河
沙河観測所は、北京天文台で最初の観測拠点である。元々は、それまで報時所を担っていた徐家匯天文台の施設が時代遅れとなったため、新しい報時所の建設を模索していたのが始まりである。正確な時刻の測定や測地観測は国策上緊急性の高い課題であり、北京天文台の設立が決まったとき、報時所建設にまず焦点が当てられた。昌平区沙河鎮の七里渠村が選ばれ、報時所が設置され、1958年から施設整備、1960年には時計や観測装置が設置され、高精度の時報提供を始めた。
天文学の観測としては、海南島におけるソ連と共同での1958年4月19日の日食観測が成功した後、そのとき使用したソ連のセンチ波望遠鏡を借用し、沙河に設置して太陽電波観測が始まった。その望遠鏡は数年後にソ連へ返還されたが、1964年に国産の3.2 cm波電波望遠鏡が完成し、翌年から定常観測が行われた。この望遠鏡は、太陽活動予報にも活用された。1970年には、10 cm波電波望遠鏡の観測機構も確立した。
一方、中国科学院地球物理学研究所の白家疃観測所で始まっていた太陽の光学観測は、1963年に彩層望遠鏡を移設し、沙河観測所に引き継がれた。その後、沙河観測所には口径60 cmの太陽望遠鏡も導入され、黒点磁場の測定などを行った。また、東ドイツから購入した40 cm双眼アストロカメラ、60 cm／90 cmシュミットカメラは、興隆観測所が開所するまでの間、沙河観測所に設置され、北京天文台の太陽以外の光学観測も始まった。
1980年代には、時間分解能が1ミリ秒という太陽の高速電波観測機構を構築し、国内各地に広がった同時観測網の中核を、沙河観測所が担った。1990年代には、ミリ波で高速観測できる広帯域電波分光計が開発され、異なる周波数帯で観測する5台の電波分光計のうち、3台が沙河観測所で運用された。
20世紀末、沙河観測所は電波障害が酷くなっており、太陽電波望遠鏡を比較的電波障害のましな懐柔太陽観測所へ移設することになり、研究観測の拠点としての沙河観測所はその役割を終えることになった。国家天文台へ改編された後、2005年に沙河観測所は、7 mドーム、60席のプラネタリウムと、教育普及用の小型望遠鏡を備えた天文学の教育拠点として生まれ変わった。

### 天津
1956年8月にモスクワで開かれた国際地球観測年地域会議での勧告に基づき、国際緯度観測所と同緯度（北緯39度8分）の天津にも緯度観測所を建設することになった。中国科学院も観測所の建設を承認し、翌年から天津西郊の曹荘で施設整備が行われ、ソ連から口径180 mmの天頂儀を購入、1958年に観測所が完成し、観測を開始した。開設時、天津緯度観測所は紫金山天文台の附属施設であったが、1962年に北京天文台に組み込まれた。
1970年代には、国産の真空写真天頂筒を開発、設置し、1981年から定常的な観測を行った。
1980年代には、国際極運動観測事業 (IPMS) に加わり、「地球回転監視における観測・解析技術の相互比較」(Monitor Earth-Rotation and Intercompare the Techniques of observation and analysis; MERIT) 計画にも参加した。
1988年に国際地球回転事業が開始すると、恒星の光学観測による緯度測定はその使命を終え、1997年に観測は終了した。